# Karragén
A karragén egy a tengeri hínárból (a vörösmoszatok törzsébe tartozó tengeri növény), előállított, lineáris kéntartalmú poliszacharid-család. Nevét az Írország partjai mentén élő tengeri hínárról (Chondrus crispus) kapta, melyet már évszázadok óta sűrítő és zselésítő élelmiszer-adalékanyagként, étkezési célokra (E407) használnak.

## Tulajdonságok
A karragénok nagy, helikális szerkezetüknek köszönhetően hajlékony molekulák, melyek szobahőmérsékleten gélként viselkednek. Az élelmiszeriparban térfogatnövelőként, stabilizálószerként alkalmazzák. Nem-newtoni tulajdonságokkal rendelkeznek: a felülettel párhuzamos, vagy tangenciális nyomás hatására viszkozitásuk növekszik, az erőhatás megszűnése után ez visszaáll.
A kereskedelemben három fő karragénfajta kapható:
- Kappa – erős, merev gél (a Kappaphycus cottoniiból állítják elő)
- Iota – puha gél (a Eucheuma spinosumból állítják elő)
- Lambda – víz helyett fehérjékkel lép kapcsolatba, tejtermékek térfogatnövelésére alkalmazzák (a Gigartinaból állítják elő)

Sok vörösmoszatfaj élete során más fázisában másfajta karragént termel. Például a Gigartina család egyedei gametofiton nemzedékük során kappa karragéneket termelnek, míg sporofiton nemzedékük alatt lamdba karragéneket állítanak elő.
Meleg vízben mind a három fajta karragén oldható, de hideg vízben csak a lambda (és a másik két fajtának nátriummal alkotott sói) oldható.
Legnagyobb előállítója a Fülöp-szigetek, ahol a Föld karragén-szükségletének 80%-át termelik. A Kappaphycus alvarezii, a K.striatum és az Eucheuma denticulatum fajokat a tenger felszínén, 2 méteres mélységben termesztik. A betakarítás 3 hónap után történik, amikor mindegyik növény körülbelül egy kilogrammot nyom. Ezt szárítás, és mosás követi, majd forró alkáli oldattal (pl. 5-8%-os nátrium-hidroxid oldattal) kezelik, végül eltávolítják a cellulózt. A folyamatot követően kiszárítják, megőrlik, majd csomagolják.

## Felhasználási területek
- desszertek, jégkrémek, tejtermékek, szószok (gélként, a viszkozitás növelése érdekében)
- sör (egyes káros fehérjék eltávolítására)
- pástétomok és húsételek (térfogat és víztartalom növelése érdekében)
- fogkrém (stabilizálószerként)
- tűzoltókészülékekben (ennek segítségével tapad meg a tűzoltóhab a felületeken)
- samponban és kozmetikai szerek (térfogatnövelő)
- légfrissítők
- cipőtisztító szer (viszkozitás növelése miatt)
- biotechnológia (sejtek és enzimek helyhez kötése miatt)
- gyógyszerekben (kapszulákban, bevonatokban)
- régebben a sovány tej dúsítására is alkalmazták

### E407a
Élelmiszerekben E407 néven alkalmazzák. Az E407a jelölés a feldolgozott euchemamoszatból kivont karragént jelöli. A különbség utóbbi magasabb cellulóztartalmában van. A karragén igen nagy mennyiségben történő fogyasztása esetén puffadás léphet fel. 

### Szexuális síkosítóként
Laboratóriumi vizsgálatok során a karragének gátolták a szexuális úton történő vírusok (HIV, herpesz) terjedését. Néhány kísérletben a herpesz-vírus által használt receptorokat blokkolta, így a HSV-2 nevezetű herpeszfertőzés valószínűsége 85%-kal csökkent.
Egy 2006-ban készült tanulmány szerint a humán papillomavírussal szemben igen hatékony, és előállítása is jóval olcsóbb, mint az eddig használt készítmények.
Néhány szexuális síkosítógél, valamint egyes óvszerek is tartalmaznak karragént.
Bár a kísérletek biztatóak, egyes tudósok felhívják a figyelmet arra, hogy nemrég a  HIV vírus terjedését megakadályozó cellulóz-szulfát volt egy hasonlóan reményteli anyag, de a kísérleteket sürgősen fel kellett függeszteni, mert úgy találták, hogy megkönnyíti az AIDS terjedését.
Patkányokon végzett klinikai vizsgálatok szerint a karragén gyulladást okoz, ezért használata egészségre ártalmas lehet.